# يوهان جورج فيشر
يوهان جورج فيشر (بالألمانية: Johann Georg Fischer)‏ هو مهندس معماري ألماني، ولد في 21 يناير 1673 في ماركت أوبردورف في ألمانيا، وتوفي في 26 أبريل 1747 في فوسن في ألمانيا.